# Krematorium ve Zlíně
Krematorium ve Zlíně se nachází na Lesním hřbitově jižně od centra města v městské části Kudlov. Stojí v severozápadní části areálu u hlavního vchodu.

## Historie
Krematorium bylo postaveno v letech 1970 - 1978 na lesním hřbitově založeném ve 30. letech 20. století Tomášem Baťou a vyprojektovaném zlínským funkcionalistickým architektem Františkem Lydie Gahurou. Budovu navrhl zlínský architekt Jiří Čančík (1922-2001), který byl absolventem Vysoké školy uměleckoprůmyslové v Praze a žákem architekta Jana Sokola.
Krematorium tvoří kostka ze tří stran prosklená, na níž na severní straně navazuje provozní budova se samostatným vjezdem. Interiér je doplněn výtvarnými díly, například keramickým reliéfem (Hana Exnarová), reliéfní vitráží (Stanislav Libenský a Jaroslava Brychtová) a tapisérií (Vlasta Čančíková).
Vedoucím stavby byl ing. Petr Pinkava, dodavatelem národní podnik Průmyslové stavby Gottwaldov. Krematorium bylo otevřeno v dubnu 1978.